# AT&T Corporate Center

AT&T Corporate Center este a patra cea mai înaltă clădire din Chicago și a opta cea mai înaltă din SUA cu o înălțime de 307 m și având 60 de etaje.
Terminată în 1989, clădirea are 153.000 m2.